# Allobates fratisenescus
La rana saltarina de Mera (Allobates fratisenescus) es una especie de anfibio anuro de la familia Aromobatidae.

## Distribución geográfica
Es endémica de la cabecera del río Pastaza, en la provincia de Pastaza (Ecuador), en altitudes entre 600 y 1100 m.